# Crenshaw County
Das Crenshaw County ist ein County im Bundesstaat Alabama der Vereinigten Staaten. Der Verwaltungssitz (County Seat) ist Luverne.

## Geographie
Das County liegt im Süden von Alabama, ist etwa 70 km von Floridas Nordgrenze entfernt und hat eine Fläche von 1582 Quadratkilometern, wovon drei Quadratkilometer Wasserfläche sind. Es grenzt im Uhrzeigersinn an folgende Countys: Montgomery County, Pike County, Coffee County, Covington County, Butler County und Lowndes County.

## Geschichte
Crenshaw County wurde am 24. November 1866 auf Beschluss der State Legislature aus Teilen des Butler, Coffee, Covington, Pike und Lowndes County gebildet. Benannt wurde es nach Richter Anderson Crenshaw, einem bekannten Siedler im Butler County. Die hügelige Landschaft und die mageren Böden machten eine landwirtschaftliche Nutzung größtenteils unmöglich. Die Siedler fokussierten sich daher auf Forstwirtschaft. Das County erlebte ab dem Jahr 1886 einen wirtschaftlichen Boom als die Montgomery and Florida Railroad im großen Stil Land aufkaufte, um eine Bahnstrecke zu bauen. Diese verband Sprague Junction im Montgomery County mit dem Crenshaw County und wurde zwei Jahre später fertig gestellt. Der Eisenbahnbau führte zur Gründung der Ortschaft Luverne, das nach einem Referendum 1893 Rutledge als County Seat ablöste. Die zahlreichen Sägemühlen des Countys konnten so ihre Produkte einfacher transportieren. Mit der Konstruktion einer weiteren Eisenbahnstrecke, dem Central of Georgia Railway, war 1896 die Entstehung der Stadt Glenwood verbunden.

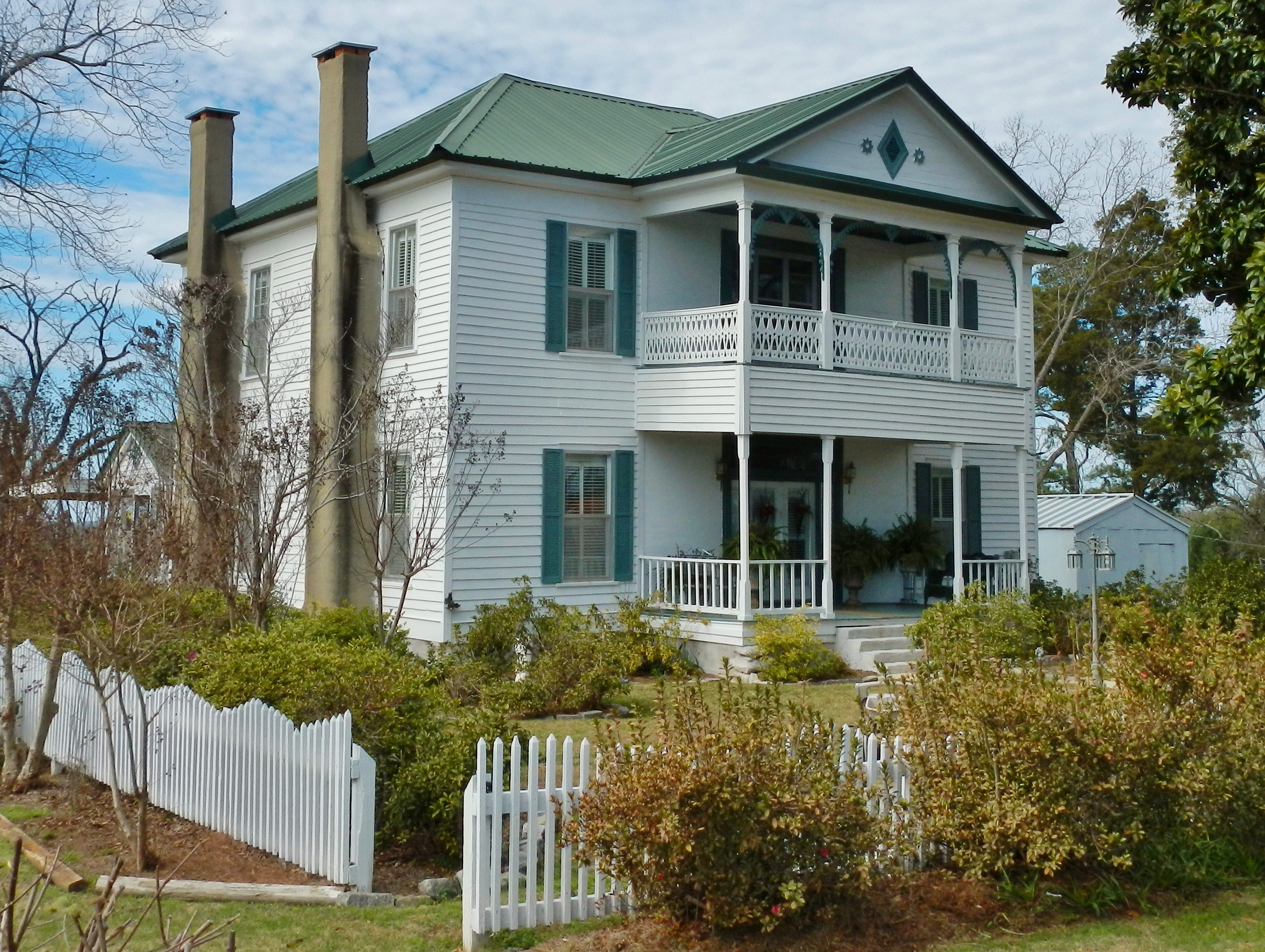
Kirkpatrick House (2012)

Drei Bauwerke und Stätten im County sind im National Register of Historic Places (NRHP) eingetragen (Stand 1. April 2020), der Brantley Historic District, das Kirkpatrick House und der Luverne Historic District.

## Demographische Daten
Nach der Volkszählung im Jahr 2000 lebten im Crenshaw County 13.665 Menschen. Davon wohnten 160 Personen in Sammelunterkünften, die anderen Einwohner lebten in 5.577 Haushalten und 3.892 Familien. Die Bevölkerungsdichte betrug 9 Einwohner pro Quadratkilometer. Ethnisch betrachtet setzte sich die Bevölkerung zusammen aus 73,82 Prozent Weißen, 24,79 Prozent Afroamerikanern, 0,37 Prozent amerikanischen Ureinwohnern, 0,11 Prozent Asiaten, 0,01 Prozent Bewohnern aus dem pazifischen Inselraum und 0,20 Prozent aus anderen ethnischen Gruppen; 0,70 Prozent stammten von zwei oder mehr Ethnien ab. 0,64 Prozent der Bevölkerung waren spanischer oder lateinamerikanischer Abstammung.
Von den 5.577 Haushalten hatten 31,0 Prozent Kinder und Jugendliche unter 18 Jahren, die bei ihnen lebten. In 50,7 Prozent lebten verheiratete, zusammen lebende Paare, 15,4 Prozent waren allein erziehende Mütter, 30,2 Prozent waren keine Familien, 28,2 Prozent aller Haushalte waren Singlehaushalte und in 14,7 Prozent lebten Menschen im Alter von 65 Jahren oder darüber. Die Durchschnittshaushaltsgröße betrug 2,42 und die durchschnittliche Familiengröße betrug 2,96 Personen.
24,7 Prozent der Bevölkerung waren unter 18 Jahre alt, 7,9 Prozent zwischen 18 und 24, 26,3 Prozent zwischen 25 und 44, 23,9 Prozent zwischen 45 und 64 und 17,1 Prozent waren 65 Jahre oder älter. Das Durchschnittsalter betrug 39 Jahre. Auf 100 weibliche Personen kamen 89,8 männliche Personen und auf Frauen im Alter von 18 Jahren und darüber kamen 83,6 Männer.
Das jährliche Durchschnittseinkommen eines Haushalts betrug 26.054 USD, das Durchschnittseinkommen einer Familie 31.724 USD. Männer hatten ein Durchschnittseinkommen von 27.286 USD, Frauen 17.703 USD. Das Prokopfeinkommen betrug 14.565 USD. 18,6 Prozent der Familien und 22,1 Prozent der Einwohner lebten unterhalb der Armutsgrenze.

## Orte im Crenshaw County
- Bradleyton
- Brantley
- Bullock
- Carmen
- Centenary
- Center Ridge
- Cherokee Village
- Clearview
- Danielsville
- Dozier
- Fullers Crossroads
- Garnersville
- Glenwood
- Helicon
- Highland Home
- Honoraville
- Ivy Creek
- Joquin
- Lapine
- Leon
- Live Oak
- Luverne
- Magnolia Shores
- Merrill Mill
- Moodys Crossroads
- Mulberry
- New Hope
- Panola
- Patsburg
- Petrey
- Robinson Crossroads
- Rutledge
- Sardis
- Saville
- Searight
- Shirleys Crossroads
- Social Town
- Theba
- Vernledge
- Vidette
- Weed Crossroad